# Río Seco (Granada)
El río Seco es un río de España de la cuenca mediterránea andaluza, que discurre en su totalidad por el territorio del suroeste de la provincia de Granada. 

## Curso
El río Seco nace en la sierra de Almijara, dentro del término municipal de Almuñécar, municipio en el que también desemboca, en la playa de San Cristóbal, cerca del monumento natural de los peñones homónimos, tras un recorrido de unos 11 km que realiza en sentido norte-sur. 
El régimen hidrológico del río Seco es muy irregular, permaneciendo, como su nombre indica, sin flujo durante largos periodos de tiempo. Cabe señalar que cuenta con algunos aportes del acueducto de Almuñécar a través de un túnel de trasvase existente a la altura de la barriada de Torrecuevas.
La precipitación media sobre la cuenca del río Seco, de unos 21 km de superficie, es del orden de 465 mm/año. Las lluvias se producen en escasos días y suele caer en forma de aguaceros muy intensos.